# Eva-Lena Karlsson
Eva-Lena Lisbet Karlsson (* 28. April 1961 in Jönköping) ist eine ehemalige schwedische Skilangläuferin.

## Werdegang
Karlsson, die für den Stockviks IF startete, belegte bei den nordischen Skiweltmeisterschaften 1982 in Oslo den 40. Platz über 20 km und den 35. Rang über 5 km. In der Saison 1982/83 holte sie in Val di Sole mit dem neunten Platz über 5 km ihre ersten Weltcuppunkte. Dies war zugleich ihre beste Einzelplatzierung im Weltcupeinzel und erreichte zum Saisonende mit dem 28. Platz im Gesamtweltcup ihr bestes Gesamtergebnis. Bei ihrer einzigen Olympiateilnahme im Februar 1984 in Sarajevo errang sie den 37. Platz über 5 km. Bei den nordischen Skiweltmeisterschaften 1987 in Oberstdorf kam sie auf den 37. Platz über 20 km Freistil und auf den 15. Rang über 5 km klassisch.

## Teilnahmen an Weltmeisterschaften und Olympischen Winterspielen

### Olympische Spiele
- 1984 Sarajevo: 37. Platz 5 km

### Nordische Skiweltmeisterschaften
- 1982 Oslo: 35. Platz 5 km, 40. Platz 20 km
- 1987 Oberstdorf: 15. Platz 5 km klassisch, 37. Platz 20 km Freistil

## Weltcup-Gesamtplatzierungen
| Saison  | Platz | Punkte |
| ------- | ----- | ------ |
| 1982/83 | 28.   | 19     |
| 1986/87 | 56.   | 1      |
| 1987/88 | 48.   | 3      |